# Otáčení

Sféra rotující kolem osy

Rotace (též rotační nebo otáčivý pohyb) čili otáčení je takový pohyb tuhého tělesa, při kterém se všechny body tělesa otáčejí kolem jedné společné osy se stejnou úhlovou rychlostí. Otáčivý pohyb může vykonávat i těleso, které není tuhé, pak mluvíme například o diferenciální rotaci.
Trajektoriemi jednotlivých bodů tělesa jsou kružnice (nebo jejich části), jejichž středy leží na (okamžité) ose otáčení.
Kinetická energie Ek tuhého tělesa při otáčivém pohybu je rovna {\displaystyle E_{k}={\frac {1}{2}}J\omega ^{2}}, kde J je moment setrvačnosti tělesa vzhledem k ose otáčení a ω je úhlová rychlost, se kterou se těleso otáčí.
Pokud jsou na rotujícím tělese prováděna měření, mohou být výsledky odlišné od výsledků naměřených v inerciálních vztažných soustavách.

## Osa otáčení
Jako osa otáčení se označuje přímka, kolem které se těleso při otáčivém pohybu otáčí.
Body tělesa, které na ose leží, zůstávají na svých místech, jejich rychlost je nulová.

### Pevná a volná osa
Při otáčivém pohybu se rozlišuje pohyb kolem pevné osy nebo kolem okamžité (volné) osy.

#### Pevná osa
Při otáčení kolem pevné osy lze zvolit dva body tělesa, které jsou v klidu. Tyto dva body určují přímku, která je osou rotace (otáčení). Všechny body ležící na ose otáčení jsou při tomto druhu pohybu v klidu. Při otáčení kolem pevné osy má osa stálý směr a všechny body tělesa kolem ní opisují kruhové oblouky se středem na ose otáčení. Všechny body tělesa mají stejnou úhlovou rychlost určenou vztahem {\displaystyle \omega ={\frac {\mathrm {d} \varphi }{\mathrm {d} t}}} a stejné úhlové zrychlení dané vztahem {\displaystyle \varepsilon ={\frac {\mathrm {d} \omega }{\mathrm {d} t}}}.
Příkladem pohybu kolem pevné osy je např. kyvadlo, popř. torzní kyvadlo.

#### Volná osa
Pokud osa rotace mění svou polohu v prostoru, je velikost úhlové rychlosti opět dána vztahem {\displaystyle \omega ={\frac {\mathrm {d} \varphi }{\mathrm {d} t}}}. V takovém případě se hovoří o otáčení kolem okamžité (volné) osy. Při obecném pohybu změní po určité době okamžitá osa rotace svou polohu v prostoru a nová poloha je s předchozí polohou obecně mimoběžná.
Všechny osy souměrnosti tělesa jsou volnými osami.